# لاين هاميلتون غرانت
لاين هاميلتون غرانت (بالإنجليزية: Iain Hamilton Grant)‏ هو فيلسوف بريطاني، ولد في 1950.